# Fray Andrés de Salmerón confortado por Cristo
Fray Andrés de Salmerón confortado por Cristo es una obra de Francisco de Zurbarán, perteneciente a una serie de ocho pinturas de este pintor, en la sacristía del Real Monasterio de Santa María de Guadalupe.

## Introducción
En 1638, Zurbarán pintó, para el Monasterio de Guadalupe, la Misa del padre Cabañuelas, demostrando su destreza y su capacidad para representar temas inéditos.En febrero de 1639 se le encargaron a Zurbarán otros siete lienzos para dicha institución, siendo la presente obra uno de ellos. El contrato para estas obras fue firmado en Sevilla el 2 de marzo de 1639, entre el pintor y fray Felipe de Alcalá, representante del prior del monasterio.
Para representar los episodios de esta serie pictórica, Zurbarán se basó principalmente en la Historia de la Orden de los Jerónimos, publicada en 1600 por fray José de Sigüenza.

## Tema de la obra
Andrés de Salmerón fue uno de los treinta y dos monjes procedentes de Lupiana que  —el 23 de octubre de 1389— fundaron el Real Monasterio de Guadalupe. El hecho más trascendente de su vida ocurrió cuando era ya mayor, mientras oraba en su celda. Se le apareció Jesucristo, quien confortó al monje ante la proximidad de su muerte —ocurrida en el año 1408— imponiéndole la mano derecha sobre la frente, mientras sostenía la Cruz con la izquierda.

## Descripción de la obra

#### Datos técnicos y registrales
- Pintura al óleo sobre lienzo, 290 x 222 cm;
- Datación: 1639;
- Firmado y fechado: Franco de Zurbarán faciet/ 1639;
- Restaurado en 1965-1966 en el ICR de Madrid;[5]
- Catalogado por Odile Delenda con el número 141 y por Tiziana Frati con el 276.[6]

### Análisis de la obra
La composición está basada en dos figuras que forman casi un triángulo, destacando el realismo del monje, que contrasta con el ambiente inmaterial que lo rodea.Una gran diagonal —que divide el lienzo en dos partes iguales— atraviesa como un eje la silueta del padre Salmerón, que aparece arrodillado y en riguroso perfil. Su rostro aparece demacrado, de gran intensidad y veracidad. La diagonal sigue por la mano derecha de  Cristo, que ocupa el centro geométrico del lienzo. Su idealizado rostro recuerda al del Salvador bendiciendo, realizada por el pintor un año antes. Sus ojos están medio cerrados, y su figura está rodeada por halo dorado, formado por rostros de angelitos. Lleva un amplio manto rosado, que contrasta con la túnica de bello color pizarra, y la delicadez de sus manos contrasta con el realismo de su pie izquierdo descalzo, que avanza hacia el espectador. Ocultando totalmente el espacio, una nube incandescente invade toda la escena, entreabriéndose en la parte superior derecha, donde aparecen unos angelotes leyendo una partitura.

## Procedencia
1. Ha permanecido siempre in situ, en la sacristía del Real Monasterio de Santa María de Guadalupe,